# تمایز دونقطه‌ای
تمایز دونقطه‌ای (2PD) توانایی تشخیص این نکته است که دو جسمِ نزدیک که پوست را لمس می‌کنند واقعاً دو نقطه مجزا هستند، نه یک نقطه. این آزمایش اغلب با دو شیء نوک‌تیز در حین معاینه عصبی انجام می‌شود: 632 : 71  و فرض بر این است که این آزمایش نشان می‌دهد ناحیه‌ای از پوست دارای عصب محیطی توانمند است یا خیر. در شرایط بالینی، تمایز دونقطه‌ای یک روش با کاربرد گسترده برای ارزیابی ادراک لمسی است.
این امر به توانایی و/یا تمایل بیمار برای گزارش ذهنیِ آنچه که احساس می‌کند متکی است و باید با چشمان بسته بیمار تکمیل شود. درمانگر ممکن است از کولیس یا گیرهٔ کاغذِ تغییرشکل‌یافته برای انجام آزمایش استفاده کند.
درمانگر ممکن است به‌طور تصادفی بین یک نقطه یا دو نقطه در ناحیه مورد آزمایش را امتحان کند (به عنوان مثال انگشت دست، بازو، ران، انگشت پا). از بیمار خواسته می‌شود که بگوید آیا یک نقطه لمس شده یا دو نقطه. کمترین فاصله بین دو نقطه که هنوز منجر به درک دو محرک متمایز می‌شود به عنوان آستانه دونقطه‌ایِ بیمار ثبت می‌شود. عملکرد بیمار در دو اندام را می‌توان از نظر اختلاف مقایسه کرد.
اگرچه این آزمایش هنوز هم اغلب به‌صورت بالینی مورد استفاده قرار می‌گیرد، اما از سوی بسیاری از محققان مورد انتقاد قرار گرفته‌است زیرا اندازه‌گیری نامعتبری از دقت فضایی لمسی را ارائه می‌دهد و چندین آزمایش جایگزین بسیار معتبر برای آن پیشنهاد شده‌است.

## عملکرد طبیعی و آسیب‌دیده
نواحی بدن هم از نظر تراکم گیرنده لمسی و هم از نظر نمای قشری بساوایی متفاوت هستند. به‌طور معمول، فرد باید بتواند دو نقطه با فاصلهٔ بین ۲ تا ۸ میلی‌متر را روی انگشتان دست تشخیص دهد.. روی لب‌ها این فاصله ۲ تا ۴ میلی‌متر، و در کف دست، ۸ تا ۱۲ میلی‌متر و در ساق‌ها یا کمر، ۳۰–۴۰ میلی‌متر است (با فرض اینکه نقاط در یک درماتوم قرار بگیرند).: 632 
راه ستون پشتی-نوارداخلی مسئول حمل اطلاعات مربوط به لمس صحیح و افتراقی است؛ بنابراین، افتراق دونقطه‌ای می‌تواند با آسیب به این مسیر یا عصب محیطی مختل شود.

## انتقادات
اگرچه آزمایش دونقطه‌ای معمولاً به صورت بالینی مورد استفاده قرار می‌گیرد، اما شواهد جمع‌آوری شده از بسیاری از تحقیقات نشان می‌دهد که 2PD معیاری نامناسب برای اندازه‌گیری دقت فضایی لمسی است. مطالعات تحقیقاتی نشان داده‌است که آزمون دونقطه‌ای ممکن است حساسیت پایینی داشته باشد، نمی‌تواند آسیب‌های حسی را تشخیص دهد یا آنها را کمتر از حد واقعی برآورد می‌کند، فقط بازگشتِ عملکرد سالم به‌دنبال آسیب عصبی و ترمیم را اندازه‌گیری می‌کند، , رواییِ آزمون-بازآزمون آن ضعیف است و معیارهای معتبر دقت مکانی لمسی مانند افتراق جهت‌گیری شبکه‌ای همبستگی ندارد.
آزمایش دونقطه‌ای به دلیل عملکرد بسیار متغیر در شرکت‌کنندگان یکسان و شرکت‌کنندگان متفاوت، متکی بودن به معیار ذهنی اتخاذ شده توسط شرکت‌کننده برای گزارش «یک» در مقایسه با «دو» و ارائهٔ عملکردی که چنان خوب است که نمی‌تواند صحیح باشد، مورد انتقاد قرار گرفته‌است. آستانه دونقطه‌ای اندازه‌گیری‌شده می‌تواند به‌صورت غیرواقعی بسیار کمتر از فاصله گیرنده‌های پوست باشد.
چرا 2PD به عنوان معیار اندازه‌گیری لمسی فضایی قابل اعتماد نیست؟ مدتهاست که تشخیص داده شده‌است، اگر دو نقطه دقیقاً به‌طور همزمان فشرده نشود، ممکن است فعال سازی‌های عصبی که به‌طور موقت قابل تشخیص هستند، برانگیخته شود. دو نقطه ممکن است از یک نقطه متمایز شوند، نه به این دلیل که دو نقطه از نظر مکانی درک می‌شوند، بلکه به این دلیل که دو تماس به‌طور زمانی درک می‌شوند.
علاوه بر این، بررسی‌های مغز و اعصاب نشان داده‌اند که دو نقطه باعث ایجاد تعداد متفاوتی از پتانسیل‌های عمل در گیرنده‌ها نسبت به یک نقطه می‌شود. دو نقطه ممکن است از یک متمایز شوند، نه به این دلیل که دو نقطه در واقع درک می‌شوند، بلکه صرفاً به این دلیل است که پیکربندی دونقطه‌ای، میزان واکنش کلی متفاوتی را ایجاد می‌کند.
به‌طور خلاصه، آزمایش دو نقطه‌ای می‌تواند یک نشانهٔ زمانی غیرفضایی و یک نشانهٔ اندازه غیر فضایی به بیمار ارائه دهد. برای یک مشاهده کننده، این نشانه‌های غیر فضایی ناخواسته می‌تواند وجود دو نقطه در مقایسه با یک نقطه را نشان دهد، حتی زمانی که دو نقطه نسبت به قدرتِ وضوح مکانی شرکت‌کننده، نزدیک‌تر به هم باشند.
بر اساس این مشاهدات، چندین محقق به شدت در مورد استفاده از وظیفه 2PD هشدار داده‌اند. نویسندگان یک مقاله با اشاره به "تنوع بسیار زیاد و غیرقابل تصور در سطح 2PD گزارش شده پس از ترمیم اعصاب "نتیجه گرفتند که … 2PD … به عنوان تنها آزمایش برای بهبود گنوز لمسی باید مورد تردید جدی قرار گیرد."
با مقایسه آستانه‌های 2PD و بهبود عملکرد در بیماران پس از ترمیم عصب، نویسنده دیگری اظهار داشت: «نتیجه‌ای که از این داده‌ها گرفته می‌شود این است که آزمایش دونقطه‌ای شاخص معتبری برای توانایی حسی که زیربنای عملکرد یکپارچهٔ دست است، محسوب نمی‌شود.»
نویسنده کتابی در زمینه ترمیم اعصاب نتیجه گرفت که 2PD «روشی راحت اما بسیار ناقص» است که «نشانه‌های غیر فضایی ارائه می‌دهد که می‌توان بر اساس آنها، بدون تغییر فیزیولوژیک، عملکرد بهتر را یادگرفت».
نویسندگان مقال ای با عنوان «آستانه دونقطه‌ای: شاخصی از وضوح مکانی لمسی نیست» آزمایش‌های جایگزین را برای آزمون 2PD توصیه می‌کنند.
نویسندگان مقاله تحقیقی دیگری این نظر را تأیید می‌کنند و اکیداً توصیه می‌کنند «پزشکان و محققان فوراً آزمایش 2PD را کنار بگذارند و آن را با آزمایشی جایگزین کنند که اندازه‌گیری صرفاً فضاییِ دقت را تضمین کند».

## آزمونهای جایگزین
چندین آزمایش لمسی بسیار معتبر به عنوان جایگزینی دقیق برای آزمایش 2PD پیشنهاد شده‌است.
سالهاست که در آزمایشگاه‌های تحقیق روان‌شناسی فیزیک، یک آزمایش مطلوب دقت فضایی لمسی، همان آزمایش جهت‌گیری شبکه‌ای (GOT) است.
در GOT، شرکت‌کننده تلاش می‌کند جهت شیارهای موازی فشرده‌شده در امتداد یا از سر نوک انگشت را تشخیص دهد. آستانه GOT عرض شیار است که شرکت‌کننده با سطح مشخصی از دقت (مثلاً ۷۵٪ صحیح) عمل می‌کند. گفته می‌شود GOT اندازه‌گیری معتبری از دقت فضایی لمسی را تولید می‌کند و در بسیاری از مطالعات، با پروتکل‌های تحریک محرک دستی و خودکار، مورد استفاده قرار گرفته‌است.
به عنوان مثال، این آزمایش برای تعیین این موارد به کار رفته: دقت فضایی در مناطق مختلف بدن، برای توصیف تأثیرگذاری سن، جنس، ویژگی‌های پوست، , and blindness, و نابینایی بر دقت لمسی فضایی، و برای پیگیری تغییرات دقت فضایی لمسی که در حین یادگیری ادراکی و بهبودی از آسیب عصبی رخ می‌دهد.
این آزمایش اگرچه در آزمایشگاه‌های تحقیقاتی لمسی بسیار محبوب است، اما برای کاربردهای بالینی از کاربرد کمتری برخوردار است، زیرا به جای یک کولیس با قابلیت تنظیم مداوم به اشیای محرک خاص و از پیش ساخته شده با دامنه فضایی ثابت نیاز دارد.
سادگی و انعطاف‌پذیری آزمایش 2PD، علی‌رغم ایرادات تأیید شده آزمون، ادامه استفاده از آن را توسط پزشکان تشویق کرده‌است. برای اصلاح این وضعیت، افتراق جهت‌گیری دونقطه‌ای (2POD) به عنوان آزمایشی پیشنهاد شده‌است که سهولت 2PD و اعتبار GOT را ترکیب می‌کند.
در آزمایش 2POD، بیمار تلاش می‌کند جهت‌گیری (به عنوان مثال، در امتداد انگشت یا روی انگشت) ایجادشده توسط دو نقطه مماس با پوست را تشخیص دهد. آستانه 2POD فاصله بین نقاطی است که شرکت‌کننده با دقتی مشخص (مثلاً ۷۵٪ صحیح) در آنها عمل می‌کند.
همان‌طور که در بالا توضیح داده شد، اعتبار 2PD زیر سؤال رفته‌است زیرا به شرکت‌کننده اجازه می‌دهد به نشانه‌های غیر فضایی متکی باشد. در مقابل، گفته می‌شود آزمایش‌های GOT و 2POD شاخص معتبری از دقت فضایی لمسی ارائه می‌دهند، زیرا برای انجام این آزمایشها، شرکت‌کننده باید مدولاسیون فضایی تخلیه عصبی گیرنده‌های زیرین پوست را تشخیص دهد و نمی‌تواند به نشانه‌های غیر فضایی اعتماد کند.
شکل زیر، برگرفته از مطالعه‌ای که هر دو 2PD و 2POD را در نوک انگشت، پایه انگشت، کف و بازو ارزیابی کرده‌است، نشان می‌دهد که 2PD با نشانه‌های غیر فضایی تضعیف می‌شود، در حالی که 2POD اندازه‌گیری دقیقی از دقت فضایی لمسی را فراهم می‌کند.
| تشخیص سنتی دونقطه‌ای (2PD) در مقایسه با تشخیص جهت‌گیری دونقطه‌ای (2POD) |
| --- |
| تشخیص سنتی دونقطه‌ای در مقایسه با تشخیص جهت‌گیری دونقطه‌ای. |
| تانگ و همکاران (۲۰۱۳) ۲۴ شرکت‌کننده سالم از نظر عصبی را در چهار نقطهٔ پوستی با استفاده از تمایز دونقطه‌ای (2PD) و تمایز جهت‌گیری دونقطه‌ای (2POD) آزمایش کردند. همه شرکت‌کنندگان از نظر هر دو معیار با استفاده از کولیس‌های نوک‌ریز یکسان و یک پروتکل 2AFC مورد آزمایش قرار گرفتند. ترتیب آزمایش در بین شرکت‌کنندگان متعادل بود. نسبت صحیح در مقابل جداسازی نوک کولیس برای (A) 2PD و (B) 2POD نشان داده شده‌است. توجه داشته باشید که عملکرد 2PD (A) حتی در جداسازی صفر میلی‌متر نیز به‌طور قابل توجهی بالاتر از احتمالِ شانس است، که این مسئله در تحقیقات قبلی نیز مشاهده شد. این نشان می‌دهد که 2PD یک اندازه‌گیری معتبر برای دقت مکانی لمسی نیست. در مقابل، همان‌طور که برای اندازه‌گیری معتبر دقت فضایی لازم است، عملکرد 2POD (B) وقتی فاصله به سمت صفر میل می‌کند، به سطح شانس (۵۰٪ صحیح) می‌رسد. بر اساس این نتایج، نویسندگان توصیه می‌کنند پزشکان کلینیکی آزمایش 2PD را کنار بگذارند و آن را با 2POD جایگزین کنند. |